# Agustín Gamarra
Pour les articles homonymes, voir Gamarra (homonymie).
Agustín Gamarra (né le 27 août 1785 à Cuzco, au Pérou et mort le 18 novembre 1841  à Ingavi, en Bolivie) est un général et un homme d'État péruvien du XIXe siècle.

## Biographie
Agustín Gamarra est président de la République du Pérou à deux reprises : du 1er septembre 1829 au 30 décembre 1833 et du 25 août 1839 au 18 novembre 1841.

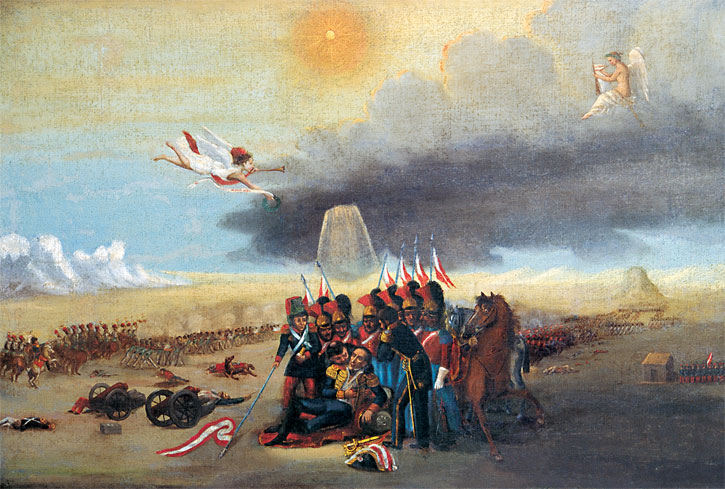
Mort de Gamarra.

Après la chute de la confédération péruvio-bolivienne, il prend le pouvoir et réprime toute opposition. Ambitieux, il a pour unique objectif d'affaiblir la Grande-Colombie, ce qui provoque un conflit contre Simón Bolívar.
Il meurt lors de la bataille d'Ingavi (1841), pendant la Guerre entre le Pérou et la Bolivie (1841-1842).